# Pfarrkirche Payerbach

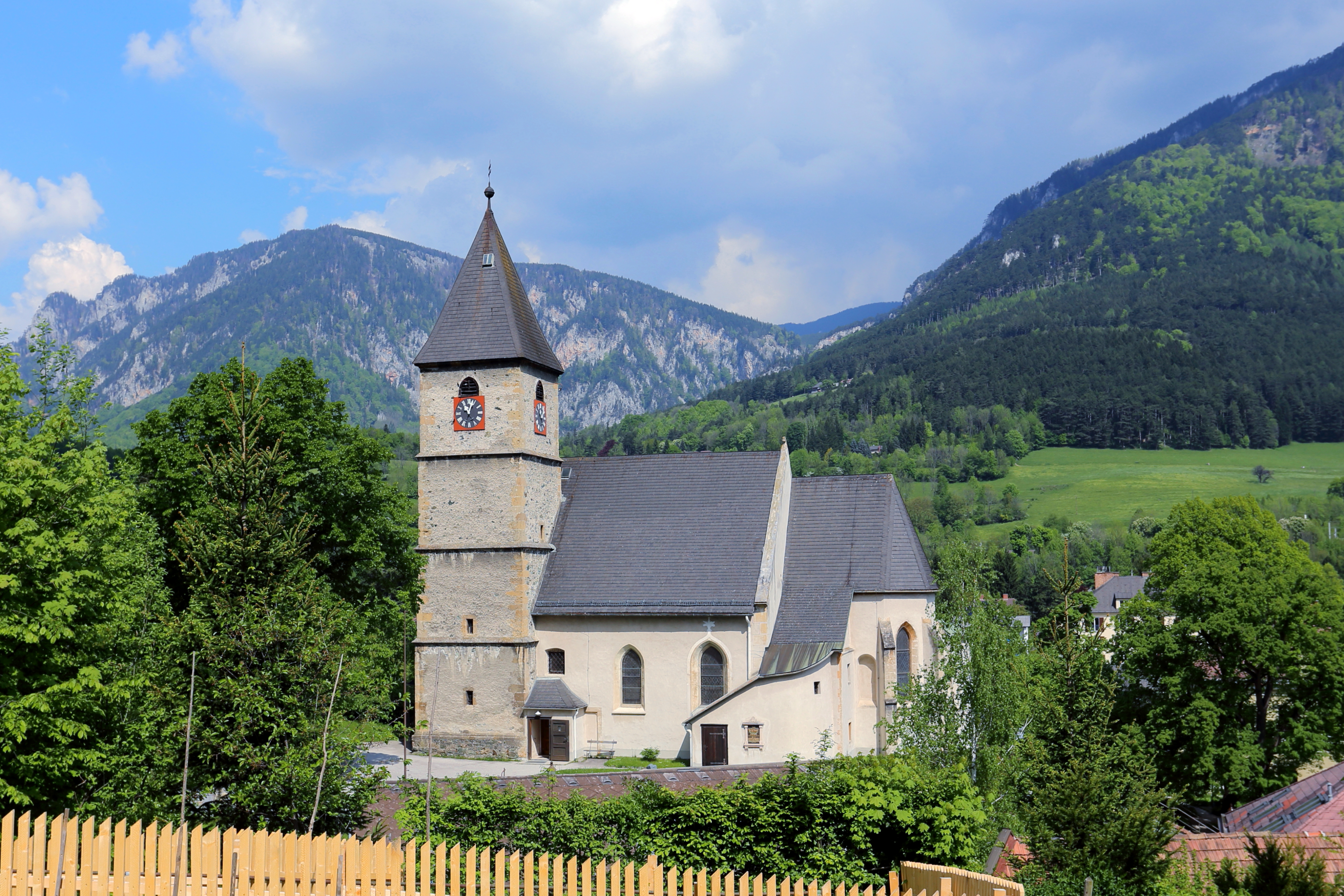
Katholische Pfarrkirche hl. Jakob der Ältere in Payerbach

Die Pfarrkirche Payerbach steht südwestlich oberhalb des Ortsplatzes in der Marktgemeinde Payerbach im Bezirk Neunkirchen in Niederösterreich. Das Patrozinium der römisch-katholischen Pfarrkirche ist dem Jakobus der Ältere geweiht, sie gehört zum Dekanat Gloggnitz im Vikariat Unter dem Wienerwald der Erzdiözese Wien. Die Kirche steht unter Denkmalschutz (Listeneintrag).

## Geschichte
Die Kirche war anfangs eine Filialkirche der ehemaligen Pfarrkirche im heutigen Schloss Gloggnitz und war dem Stift Formbach inkorporiert. Urkundlich wurde Payerbach 1379 eigene Pfarre. 1446 wurde die Kirche zerstört und 1447 urkundlich wiederhergestellt und neu geweiht.
Die westliche und nördliche Mauer des Langhauses beinhalten einen romanischen Kern aus dem 12. Jahrhundert. Der Chor und die südliche Sakristei sind aus dem 14. Jahrhundert. Die Erweiterung des Langhauses nach Süden erfolgte in der zweiten Hälfte des 15. Jahrhunderts, um 1510 entstand der spätgotische Turm, im Volksmund „Schwarzer Turm“ genannt, um 1525 wurde das Langhaus gewölbt. Zur Zeit der Türkenkriege fungierte die Kirche als Wehrkirche. Im 18. Jahrhundert wurde die südliche Sakristei mit einem Oratorium aufgestockt. 1828 wurde nördlich eine neue Sakristei mit einem Oratorium im Obergeschoß angebaut, westlich wurde eine Portalvorhalle angebaut. 1880–1884 erfolgte eine Regotisierung. 1970 wurde die Kirche innen restauriert und dabei die neugotische Einrichtung entfernt. 1973 wurde die Kirche außen restauriert.

## Architektur
Die zweischiffige spätgotische Hallenkirche hat einen Südwestturm.
Das ungegliederte Langhaus unter einem steilen Satteldach hat Spitzbogenfenster und zeigt südlich eine gemalte spätgotische Fensterrahmung mit einer Kreuzblume, nördlich zeigt ein Fenster die Restnennung 1817. Südlich besteht ein vermauertes spätgotisches abgefastes Rechteckportal.
Der gleich hohe eingezogene Chor unter einem Walmdach hat einfach abgetreppte Strebepfeiler und Spitzbogenfenster. Im nördlichen Chorwinkel steht der zweigeschoßige längliche Sakristeianbau (1928) welcher östlich halbrund abschließt. Im südlichen Chorwinkel steht der zweigeschoßige ehemalige annähernd quadratische Sakristeianbau unter einem Pultdach und einem südlich vorgesetzten Treppenhaus (1928).
Der massive Turm schneidet in die Südwestecke des Langhauses ein, hat einen Sockel und vier Geschoße, Kaffegesimse und Rechteckfenster und allseits abgefaste spitzbogige Schallfenster und trägt ein Zeltdach.

## Ausstattung
Die Orgel aus 1963 mit 13 Registern wurde von Rudolf Novak gebaut.